# Estadio Aviva
El Dublín Arena, llamado oficialmente estadio Aviva (en inglés: Aviva Stadium; en irlandés: Staid Aviva) por motivos de patrocinio, e informalmente conocido como New Lansdowne Road Stadium,
es un recinto multiusos ubicado en Dublín, República de Irlanda, inaugurado el 14 de mayo de 2010. Se construyó tras la demolición del antiguo Lansdowne Road, que estuvo operativo desde 1872 hasta su derribo en 2007, y tiene una capacidad para 51 700 espectadores sentados.
El estadio, situado junto a la estación de tren de Lansdowne Road, es el primero y único de Irlanda con categoría estadio UEFA Elite y acogió la final de la UEFA Europa League 2011. También fue sede de la Copa de Naciones, así como los partidos como local del equipo nacional de rugby y la selección nacional de fútbol desde agosto de 2010. La empresa Aviva firmó un contrato de diez años de duración para la conservación de los derechos del nombre del estadio en 2009.
A diferencia de su predecesor, que fue propiedad exclusiva de la Unión de Rugby Fútbol de Irlanda (IRFU), el estadio actual es controlado por la IRFU y la Asociación de Fútbol de Irlanda (FAI) a través de una empresa conjunta conocida como Lansdowne Road Stadium Development Company (LRSDC). La empresa mixta tiene un contrato de arrendamiento de 60 años del estadio, una vez expirado el estadio volverá a la titularidad exclusiva de la IRFU.

## Instalaciones

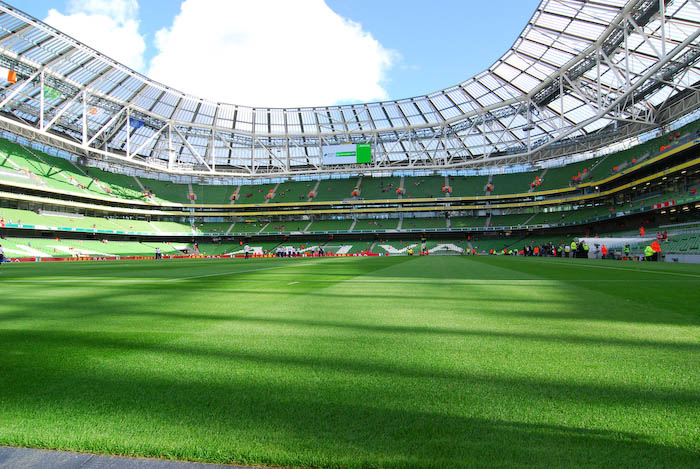
Interior del estadio Aviva.

El estadio tiene cinco niveles, con los niveles inferior y superior para el acceso general, el segundo y tercer nivel para las localidades de primera calidad y el cuarto nivel para las zonas vip y de las empresas. La grada norte, sin embargo, tiene un solo nivel debido a su proximidad a viviendas locales. Esta tribuna se reserva para los aficionados visitantes de partidos internacionales de fútbol.
Hay dos niveles de sótano y siete plantas de pisos. El nivel superior tiene 11 000 espectadores, mientras que el nivel inferior tiene 1300 espectadores. Las restantes 38 700 localidades se reparten entre los niveles superior e inferior. La capacidad del estadio fue criticado incluso antes de su apertura por ser demasiado pequeño, especialmente a la luz de los datos de asistencia de grandes aficionados de rugby de Irlanda en partidos internacionales y de fútbol en Croke Park desde 2007. El techo del estadio está diseñado para ondular en forma de ola con el fin de evitar el bloqueo de la luz a las viviendas residenciales próximas.

## Historia
El estadio fue inaugurado oficialmente el 14 de mayo de 2010 por el entonces Taoiseach, Brian Cowen.

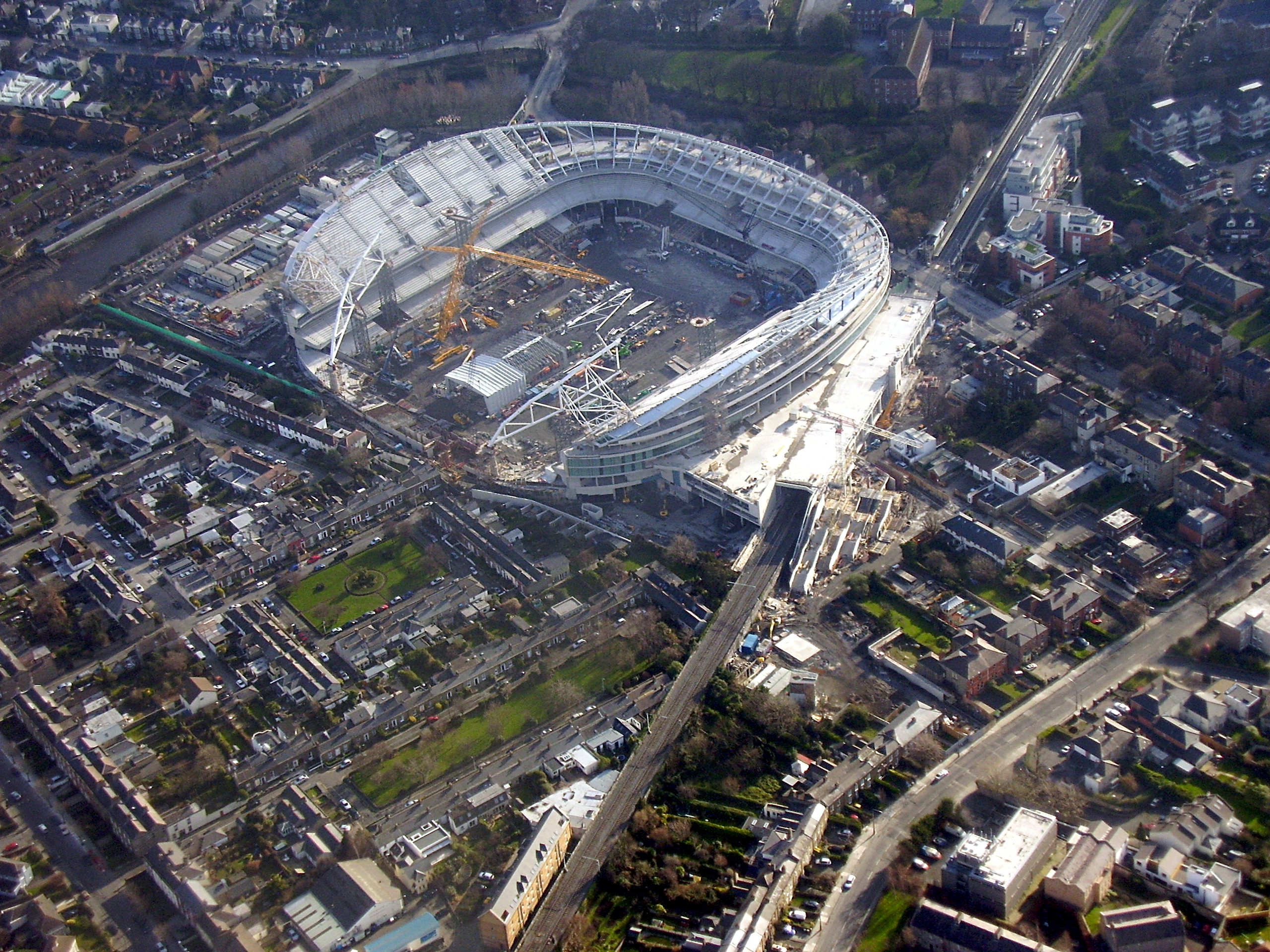
Construcción del estadio en diciembre de 2008.

### Rugby
La selección de rugby de Irlanda disputa sus partidos como local en el estadio, como ya hizo en Lansdowne Road, tomando el relevo de su hogar temporal, Croke Park, donde jugó durante la construcción del Aviva. El primer partido internacional de Irlanda fue el 6 de noviembre de 2010 contra Sudáfrica, donde los visitantes ganaron 23-21.
El primer partido de rugby en el Aviva fue un partido de exhibición el 31 de julio, en que un combinado juvenil de Leinster/Ulster derrotó a al de  Munster/Connacht por 68-0. Un espectador sorteado se dio el lujo de convertir el primer tanto en el estadio. Los primeros puntos oficiales en el Aviva fue un intento de Craig Ulster Gilroy en el Desafío O2.
El estadio también alberga algunos partidos como local del Leinster, cuando el pequeño estadio RDS no satisface la demanda de público. Leinster ganó su partido en el Aviva contra el Munster por 13 puntos a 9, en la Magners League (ahora Pro12), frente a un récord de asistencia de 50.645 espectadores. El Leinster ganó su primer partido de la Copa Heineken en el Aviva 24-8, contra el Clermont Auvergne en un partido de la temporada 2010-11. Durante la carrera por el título del Leinster en la Heineken Cup, que tuvo sus partidos de cuartos de final y semifinales de la Aviva, derrotó al Leicester Tigers y al Stade Toulousain, respectivamente. El Ulster disputó las semifinales de la Copa Heineken 2012 en el Aviva y derrotó al Edinburgh Rugby.

### Fútbol

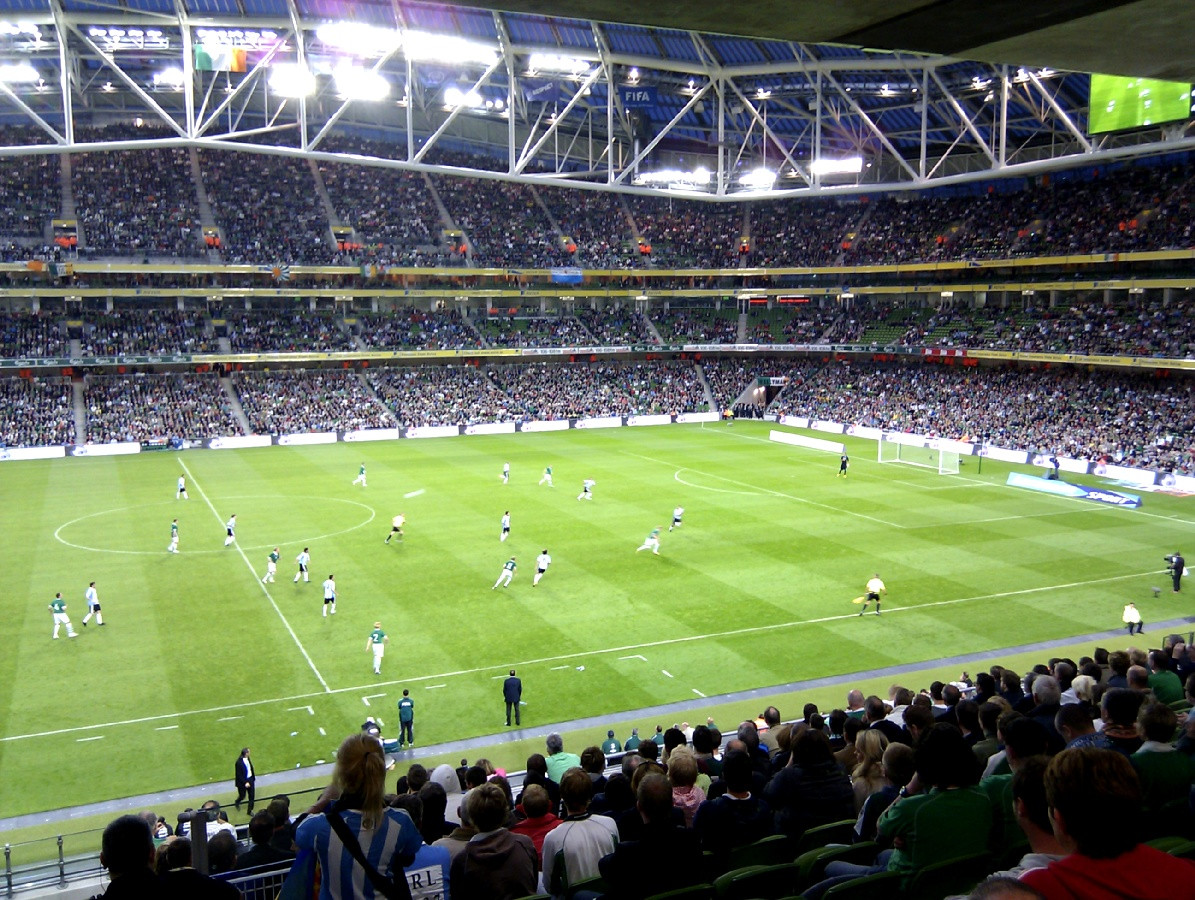
Partido entre Irlanda y Argentina el 11 de agosto de 2010.

El estadio también acoge los partidos en casa de la selección de la República de Irlanda, al igual que antes lo hizo el Lansdowne Road. El equipo había jugado partidos en el Croke Park durante la construcción del Aviva. El primer partido de fútbol en el Aviva fue el Manchester United contra el combinado de la Liga de Irlanda dirigido por Damien Richardson, el 4 de agosto de 2010. El Manchester United ganó el partido 7-1 y Park Ji-Sung marcó el primer gol en el Estadio Aviva. El primer partido internacional para Irlanda en el Aviva Stadium fue una derrota 0-1 contra Argentina el 11 de agosto de 2010. El primer gol oficial fue anotado por Kevin Kilbane en un partido de clasificación para la UEFA EURO 2012 el 7 de septiembre de 2010 contra Andorra.
El Aviva recibe anualmente la final de la Copa Ford de la FAI, que fue compartido entre el RDS Arena y el estadio Tallaght, mientras que el nuevo estadio se estaba construyendo. La primera copa final en el nuevo estadio fue la final de la Copa FAI 2010, que tuvo lugar el domingo 14 de noviembre de 2010. El Sligo Rovers ganó al Shamrock Rovers 2-0 en los penaltis después de que el partido terminase 0-0 en la prórroga. Un total de 36.101 espectadores asistieron al encuentro, que es la mayor asistencia a una final de la Copa FAI desde 1968.
En 2011 la Copa de Naciones se llevó a cabo en el estadio Aviva. El torneo contó con los equipos nacionales de fútbol de Escocia, Gales, Irlanda del Norte y la República de Irlanda. En la ronda inicial la República de Irlanda venció a Gales 3-0, mientras que Escocia hizo lo propio con Irlanda del Norte, a la que venció por 3-0. Los restantes cuatro partidos se llevaron a cabo en mayo, y la República de Irlanda ganó el torneo 1-0 a Escocia el 29 de mayo.
Ese mismo año se celebró la final de la UEFA Europa League 2011 entre el los portugueses FC Porto y SC Braga en el estadio Aviva. Debido a las normas de la UEFA contra el patrocinio de las empresas fuera de la Federación, el estadio fue denominado durante la competición como "Dublín Arena" para esta final, que terminó con una victoria de 1-0 para el Porto.

## Transporte
El estadio está comunicado por transporte público con autobuses y DART. Más remotamente también se puede llegar, después de un viaje a pie por el Luas y Busáras. El estadio es inaccesible en coche los días de partido debido a una zona de exclusión de un kilómetro sin coches en funcionamiento.
| Dublin Bus             | Pembroke Road              | Líneas de bus 4,5,7,8,18,45,63 – 300 metros a pie hasta la entrada del estadio |
| Dublin Bus             | Charlotte Quay             | Líneas de bus 2,3,50,56,77 – 500 metros a pie hasta la entrada del estadio     |
| Luas – Green Line      | Charlemont Luas Stop       | 1,5 kilómetros a pie (entrada principal)                                       |
| Iarnród Éireann – DART | Estación de Lansdowne Road | Directo al estadio                                                             |